# 红嘴蓝鹊
红嘴蓝鹊（学名：。英文名：Red-billed Blue Magpie），古稱鷽、山鷓、山鵲，为鸦科蓝鹊属的鸟类。體型與喜鵲相當，但尾巴長得多，是鴉科中尾巴最長的鳥之一。牠的身長為65—68 cm（25.5—27英寸），體重196—232 g（6.9—8.2 oz）。

## 分類
紅嘴藍鵲於1775年由法國博學家喬治-路易·勒克萊爾·德·布豐在其《鳥類自然史》中描述。 該鳥類還由弗朗索瓦-尼古拉·馬丁內所雕刻並手工上色，收錄於《自然史彩圖集》（Planches Enluminées D'Histoire Naturelle），該書是在愛德美-路易·多邦頓的監督下製作，以配合布豐的文本。 不過，圖版標題和布豐的描述中均未包括科學名稱，但荷蘭博物學家彼得·博達爾特於1783年在其《自然史彩圖集目錄》（Planches Enluminées）中為其賦予了雙名法名稱Corvus erythrorynchus。 布豐所描述的標本來自中國，但模式產地在1937年被休·比克黑德限定為廣州。 紅嘴藍鵲現已被歸類於由德國鳥類學家讓·卡巴尼斯於1850年所創立的屬Urocissa中的五個物種之一。 屬名結合了古希臘語oura，意為「尾巴」，和kissa，意為「鵲」。種小名erythroryncha則結合了古希臘語eruthros，意為「紅」，和rhunkhos，意為「喙」。
目前認可的五個亞種為：
- 红嘴蓝鹊喜馬拉雅亚种 U. e. occipitalis（布萊思，1846）– 印度西北部至尼泊爾東部。分布範圍西起喀什米爾，東至尼泊爾東部。
- 红嘴蓝鹊中南亚种 U. e. magnirostris（布萊思，1846）– 主要分布於印度東北部與中南半島中部至西部。
- 红嘴蓝鹊云南亚种 U. e. alticola（比克黑德，1938）– 分布于缅甸以及中国大陆的云南等地。该物种的模式产地在云南丽江山脉。[14]
- 红嘴蓝鹊华北亚种 U. e. brevivexilla（斯文豪，1874）– 中國特有亞種，分布于东北、河北、山西、甘肃、宁夏等地。该物种的模式产地在北京西山。[15]
- 红嘴蓝鹊指名亚种 U. e. erythroryncha（博達爾特，1783）– 中國中部、東部及東南部，印度支那北部。中國分布于陕西、长江下游、西抵四川、南至云南、海南等地。该物种的模式产地在廣東廣州。

## 外形描述
全长53至68厘米，雄鳥體重145至192公克，雌鳥體重106至155公克。頭部、頸部和胸部為黑色，頭頂帶有藍色斑點。肩部和臀部顏色較淡，呈暗紫藍色，腹部則是灰褐色。長尾為明亮的紫藍色（初級飛羽也是如此），尾端寬大且呈白色。喙為亮橙紅色，腿和腳亦是橙紅色，眼睛周圍有一圈紅色環狀。這種紅色在不同分佈區的個體中會有所變化，某些鳥類的顏色接近黃色。
外表近似於台灣藍鵲，但虹膜較偏橘紅色，背部偏藍灰色，且腹部與頭頂皆為白色。

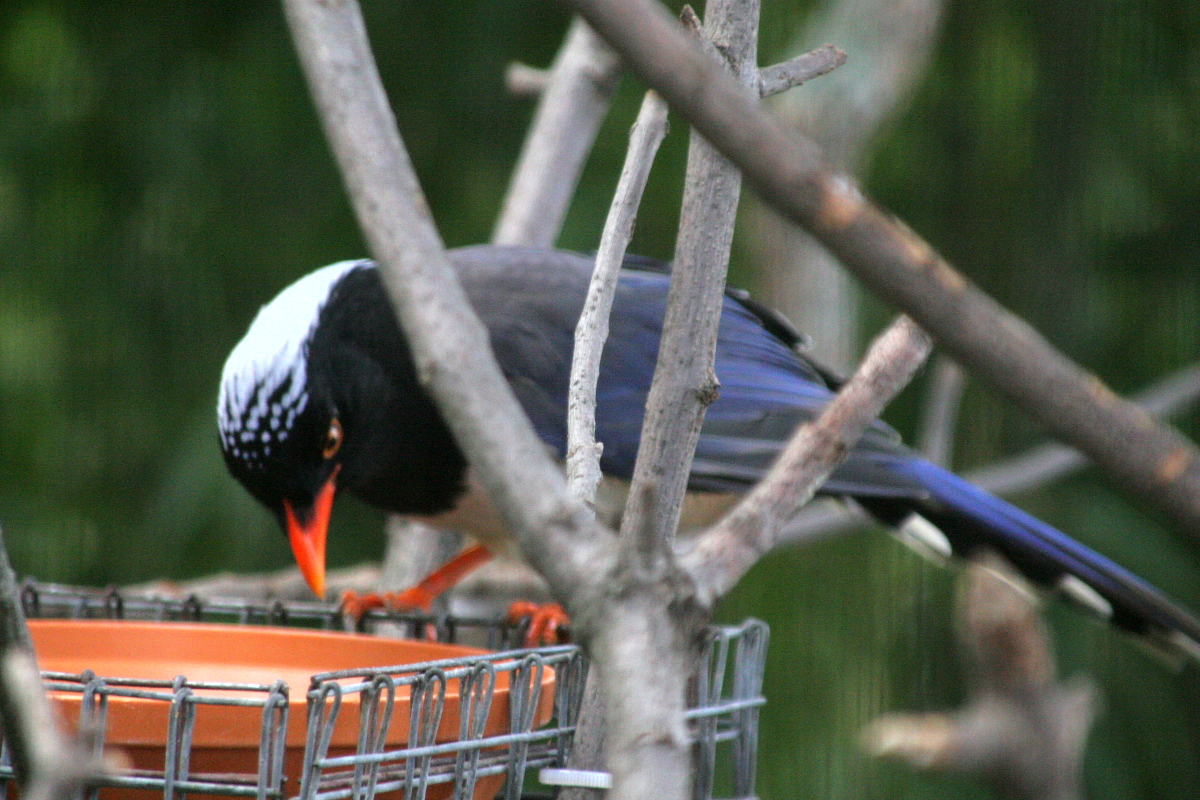
紅嘴藍鵲

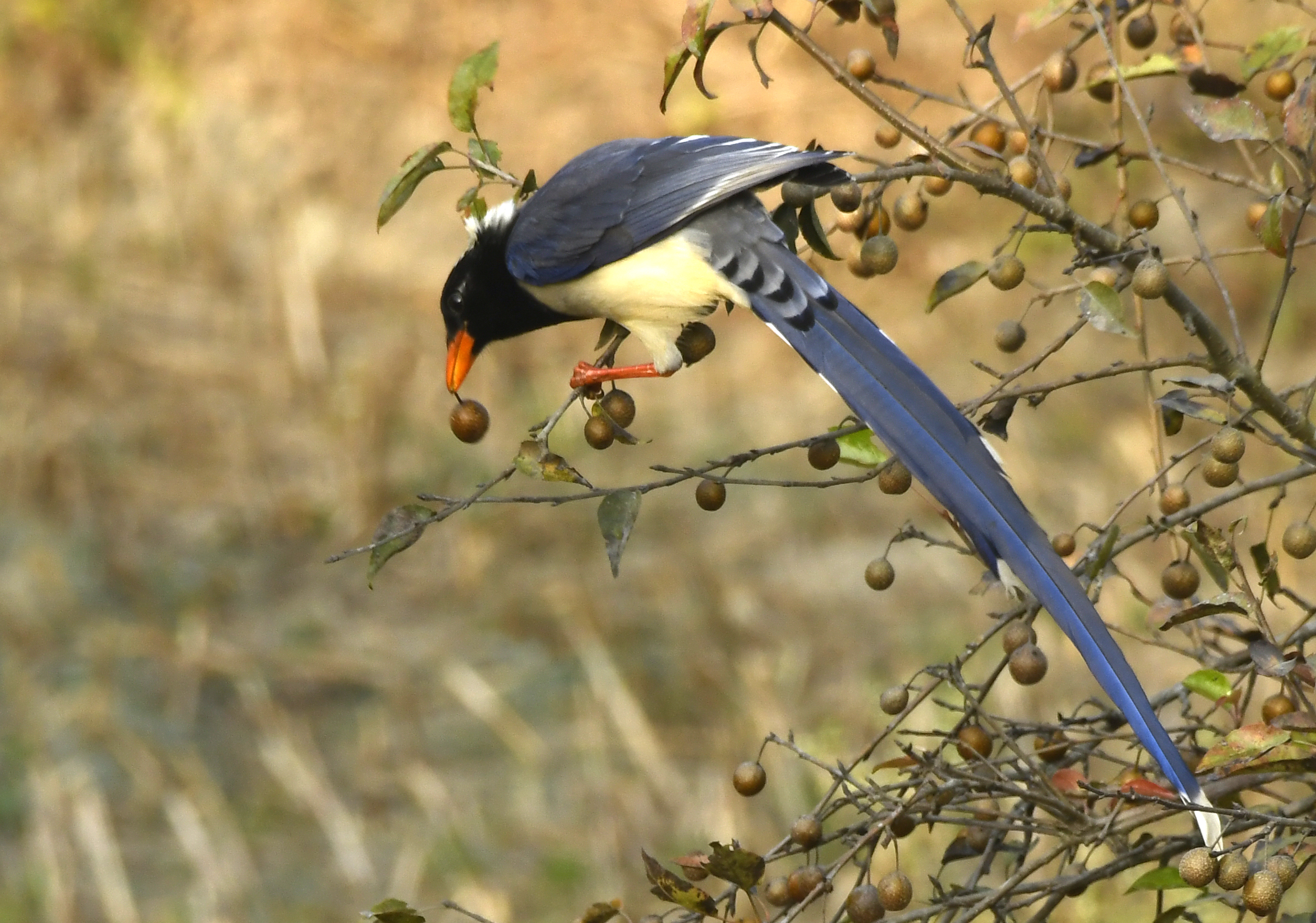
進食中 北阿坎德邦, 印度

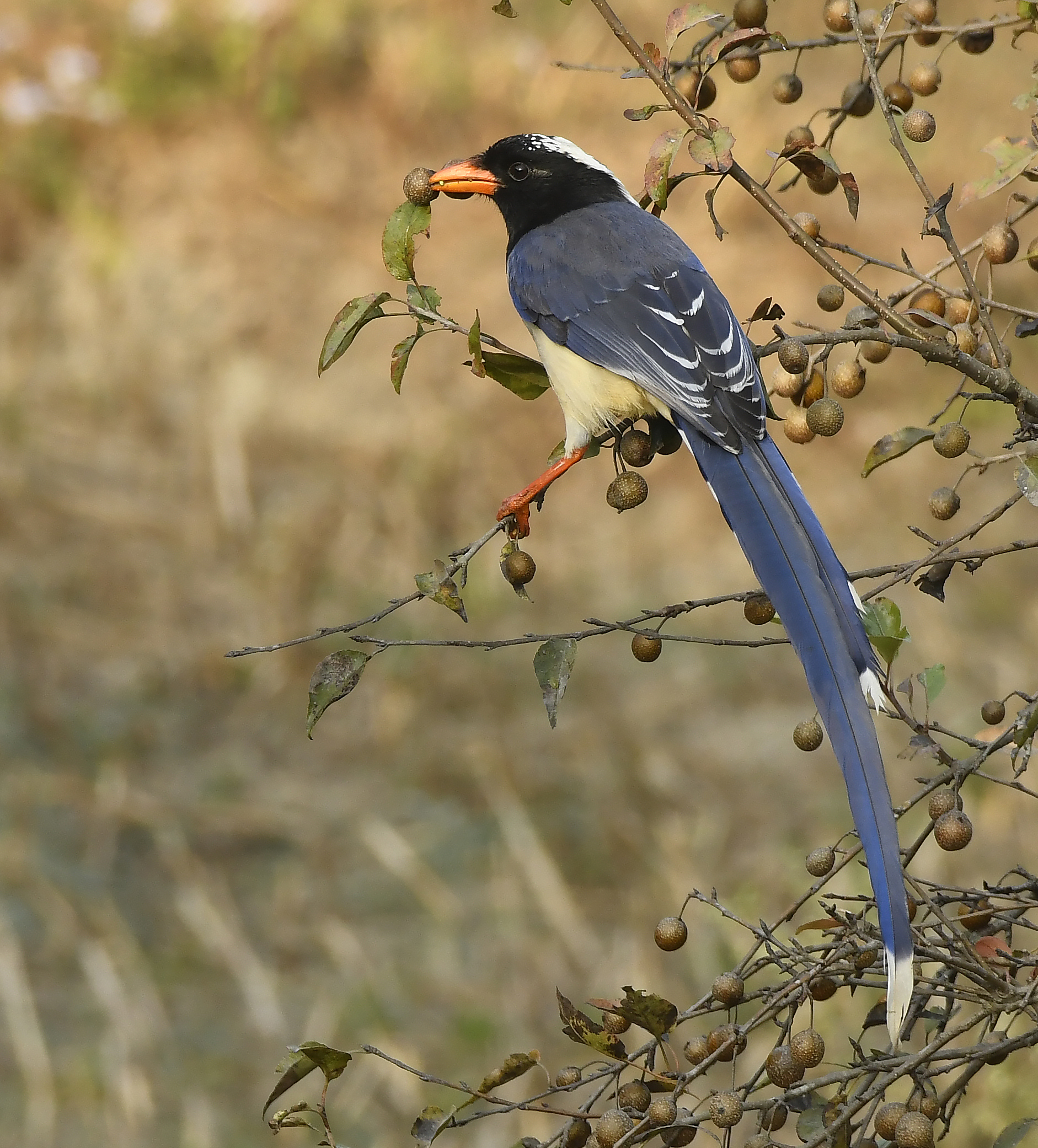
北阿坎德邦, 印度

## 分布和棲地
紅嘴藍鵲分佈於印度次大陸北部及其以東地區，從喜馬拉雅山脈西部向東延伸至緬甸、泰國、柬埔寨、寮國和越南，並橫跨中國中部和東部，至滿洲西南部。牠們棲息於常綠林和灌木叢，主要分佈在丘陵或山區地帶。它們已適應了城市環境，可以在中國的大城市如北京和香港看到。
在中国大陆分布於东北、河北、山西、陕西、甘肃、河南、四川、长江下游各省、云南、海南、廣東、澳門、香港等地，该物种的模式产地在中国。

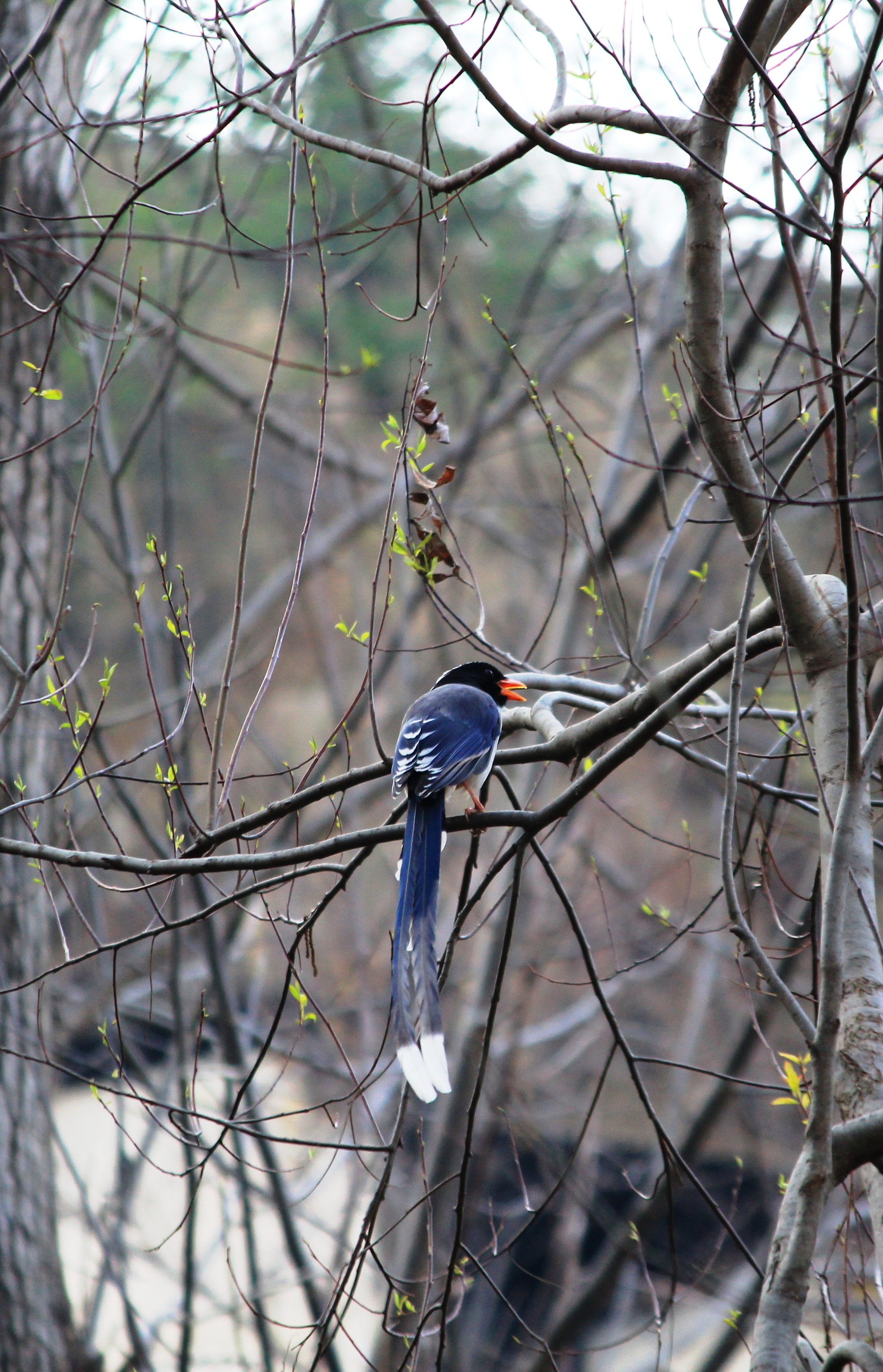
紅嘴藍鵲 西姆拉集水區野生動物保護區 H.P., 印度

### 習性
牠們在樹上和地面覓食，食物範圍廣泛，包括無脊椎動物、其他小型動物、水果和一些種子。牠們會掠奪巢中的蛋和雛鳥。此物種的聲音模仿能力非常明顯，叫聲多變，但最常聽到的是刺耳的顫音和類似長笛的高亢哨音。
多见于海拔500-3500m 的阔叶林或针阔混交林。牠們在樹上和大型灌木叢中築巢，巢相對較淺，通常產下三到五顆蛋。

## 外部連結
- 紅咀藍鵲(Urocissa erythrorhyncha)鳴聲(1) （页面存档备份，存于）香港觀鳥會鳥鳴集
- 紅咀藍鵲(Urocissa erythrorhyncha)鳴聲(2) （页面存档备份，存于）香港觀鳥會鳥鳴集